# James Ashton
James Alexander Ashton, más conocido como James Ashton (Chelmsford, Essex, Inglaterra, 2 de octubre de 1992), es un futbolista inglés. Se desempeña como centrocampista ofensivo o defensa central y actualmente milita en el Chelsea FC de la Premier League de Inglaterra.

## Trayectoria
James ha sido parte de la Academia del Chelsea Football Club desde los 9 años de edad.
En la temporada 2008-09 con la Sub-16, James impresionó al jugar tanto de centrocampista ofensivo como de mediapunta, dando excelentes asistencias a gol. También disputó 2 partidos con el equipo juvenil, en los cuales se desempeñó como lateral derecho.
En la temporada 2009-10, James obtuvo una beca, así como la oportunidad de ser promovido al equipo juvenil. Sin embargo, su participación con el equipo se limitó a solamente 3 partidos disputados, debido a recurrentes problemas en el tobillo.

## Clubes
| Club       | País       | Año             |
| ---------- | ---------- | --------------- |
| Chelsea FC | Inglaterra | 2001 - Presente |